# Plectronotus scaber
Plectronotus scaber är en insektsart som beskrevs av Morse 1900. Plectronotus scaber ingår i släktet Plectronotus och familjen torngräshoppor. Inga underarter finns listade i Catalogue of Life.